# Nierembergia linariifolia
Nierembergia linariifolia är en potatisväxtart som beskrevs av Robert Graham.
Nierembergia linariifolia ingår i släktet Nierembergia och familjen potatisväxter.

## Underarter
Arten delas in i följande underarter:
- Nierembergia linariifolia glabriuscula
- Nierembergia linariifolia pampeana
- Nierembergia linariifolia pinifolioides